# Església de l'Anunciació (Xavier)
L'església de l'Anunciació és una església parroquial catòlica situada a la localitat navarresa de Xavier (Espanya). Està adossada a l'abadia de Javier, on van residir les Oblates de Crist Sacerdot durant quatre dècades (1971-2011).

## Història
El primera vegada que es menciona l'abadia o església parroquial és en 1252, quan va ser part de la donació que Teobald II de Navarra va realitzar a perpetuïtat a la família Aznárez de Sada. Aleshores l'advocació era Santa Maria de l'Anunciació.

## Abadia
L'edifici original de l'abadia va ser construït al segle xv per Joan de Jasso i Maria d'Azpilicueta, pares de Francesc Xavier, com a residència per als sacerdots del lloc i que servien a la parròquia de Xavier. La parròquia va servir de temple i va estar a la cura de les ordres religioses que han residit a l'abadia.
El temple actual va ser construït en 1702 i és d'estil barroc. Compta amb retaules laterals dedicats al Sagrat Cor de Jesús i a la Mare de Déu aprenent a llegir amb els seus pares, que daten de 1674. Sobre el sepulcre de na Violant d'Azpilicueta, germana de Maria d'Azpilicueta, hi ha un crucificat que data també del segle xvii.

Panoràmica de l'abadia vista des de l'església parroquial

## Art
Del segle xviii, al voltant de 1754, data el retaule central. S'atribueix a Francisco Román o José Coral, amb policromía de Juan Antonio Logroño. D'estil rococó, amb tres llenços que mostren l'Anunciació, a Sant Ignasi de Loiola i a Sant Francesc Xavier, en la part inferior, i un quart, La Crucifixión, sobre l'Anunciació.
Una talla de fusta, de la segona meitat del segle xiii, de Santa Maria de Xavier, presideix l'altar major.
Als peus del temple se situa una pica baptismal del segle xv. Francisco de Jaso y Azpilicueta, conegut com a dant Francesc de Xavier hi va ser batejat. És una pila octogonal, de gòtic tardà, decorada amb llaura d'escuts i cercles.

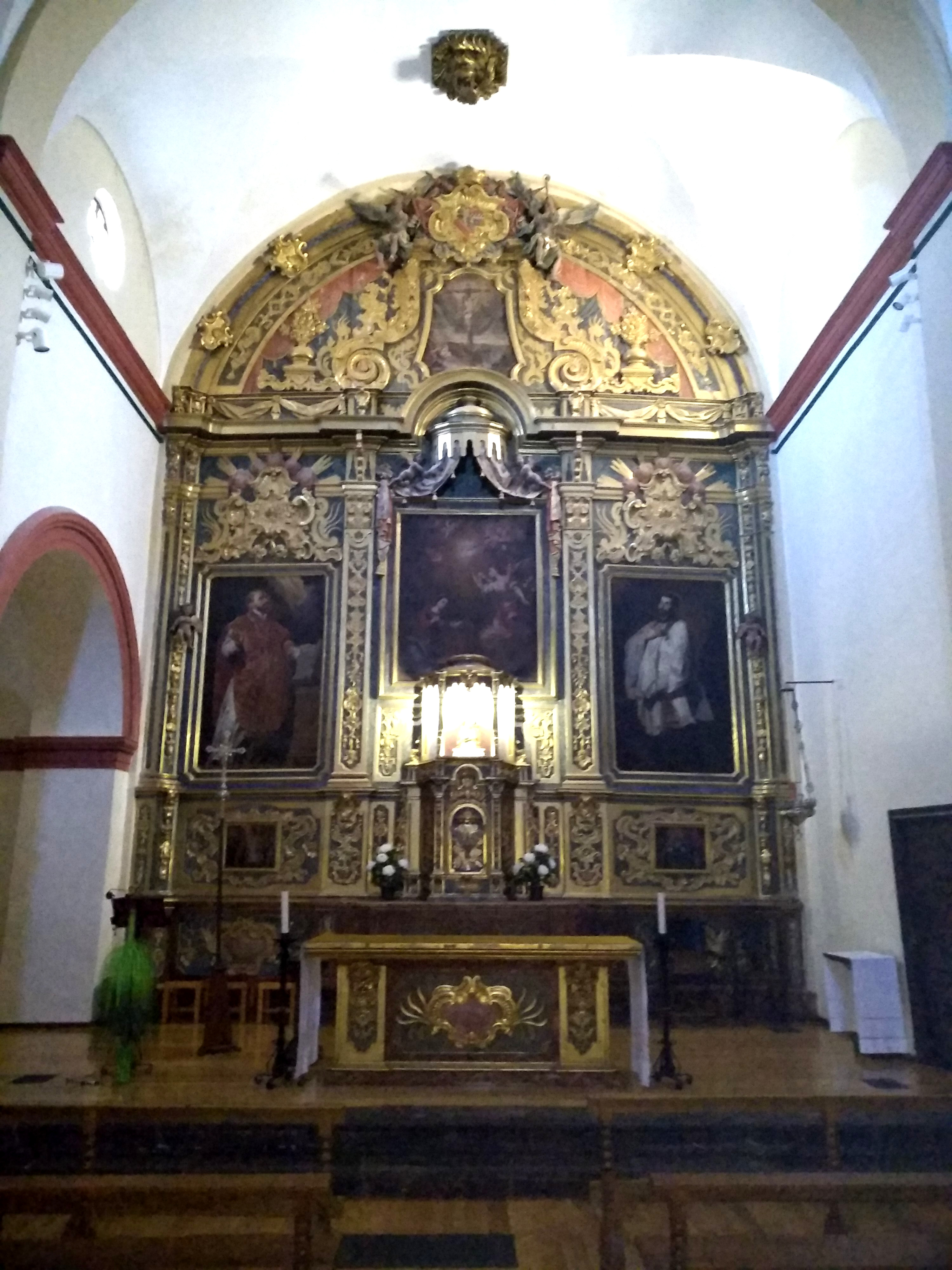
Retaule de l'església parroquial
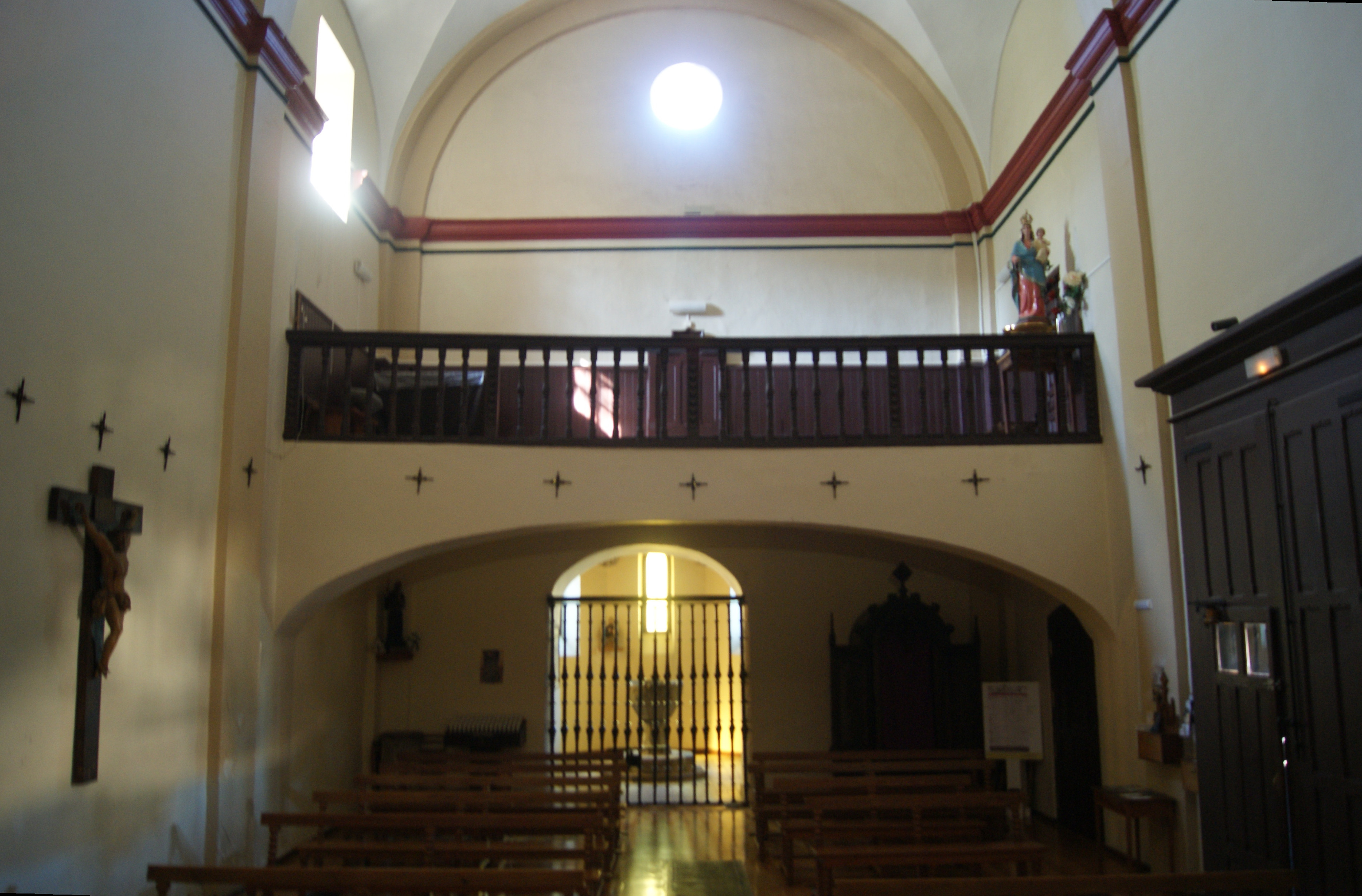
Nau de l'església. Al fons s'observa la pila baptismal.
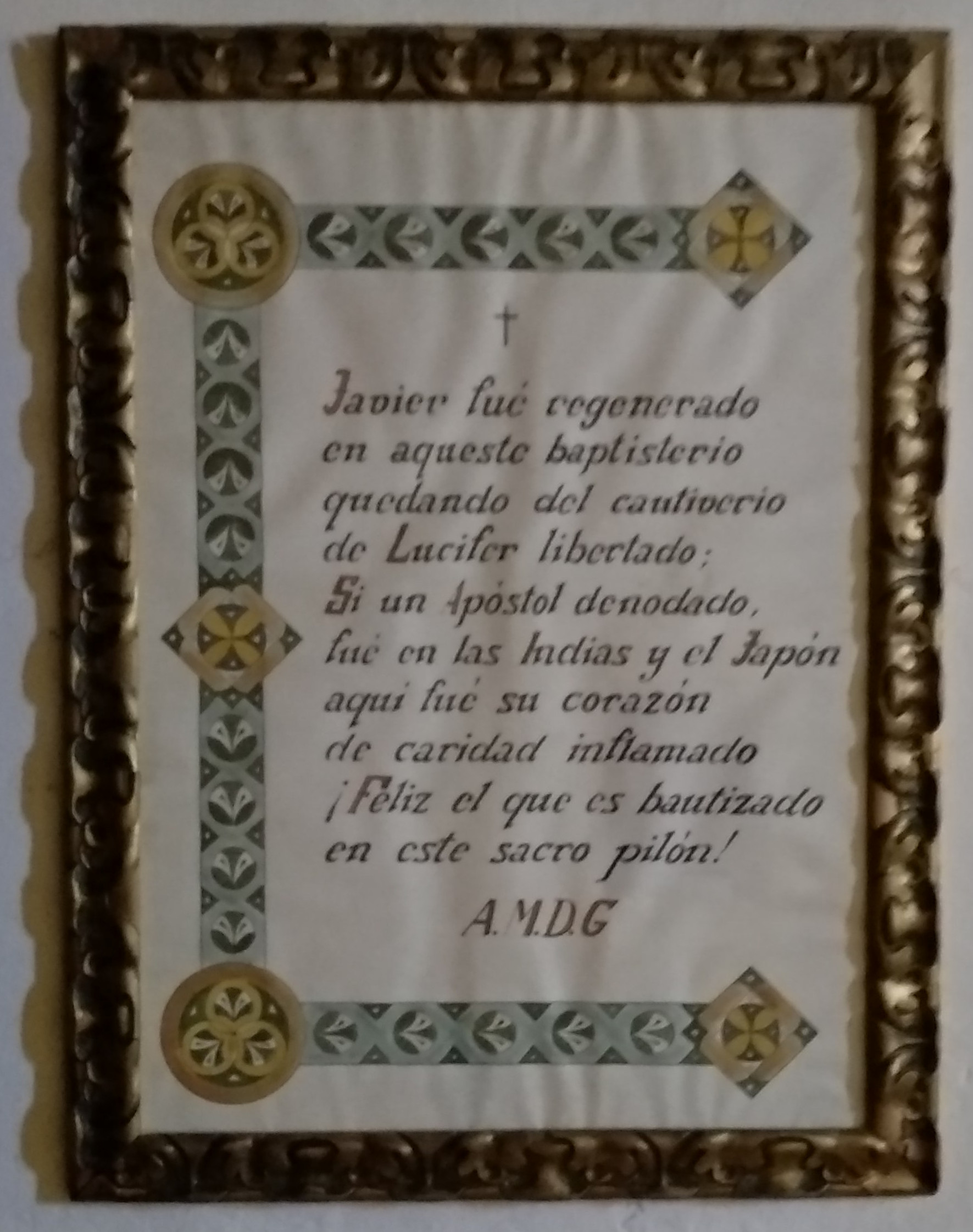
Poema baptismal
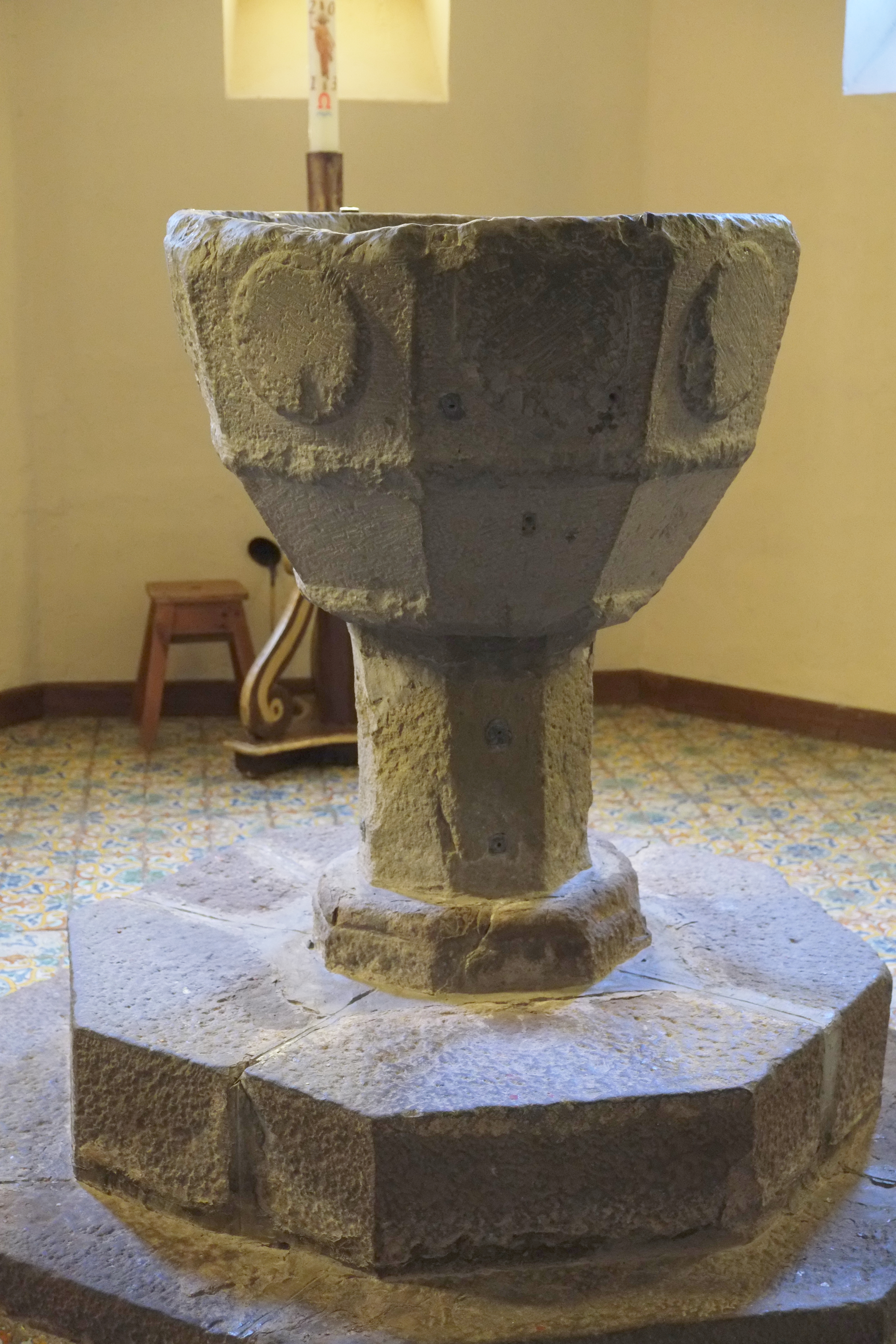
Pila on va rebre el bateig Frances de Xavier.
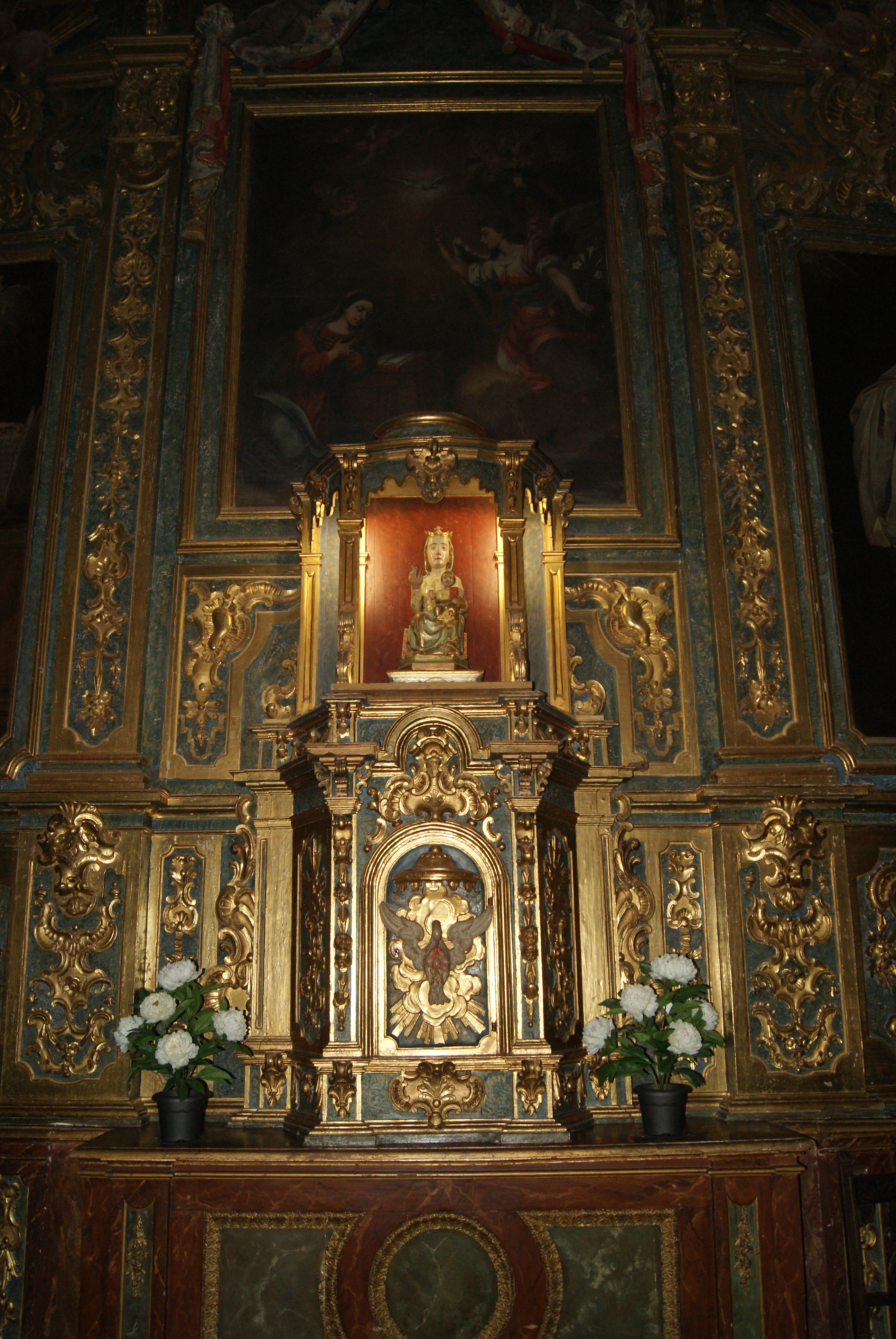
Talla del segle xiii de Santa Maria de Xavier
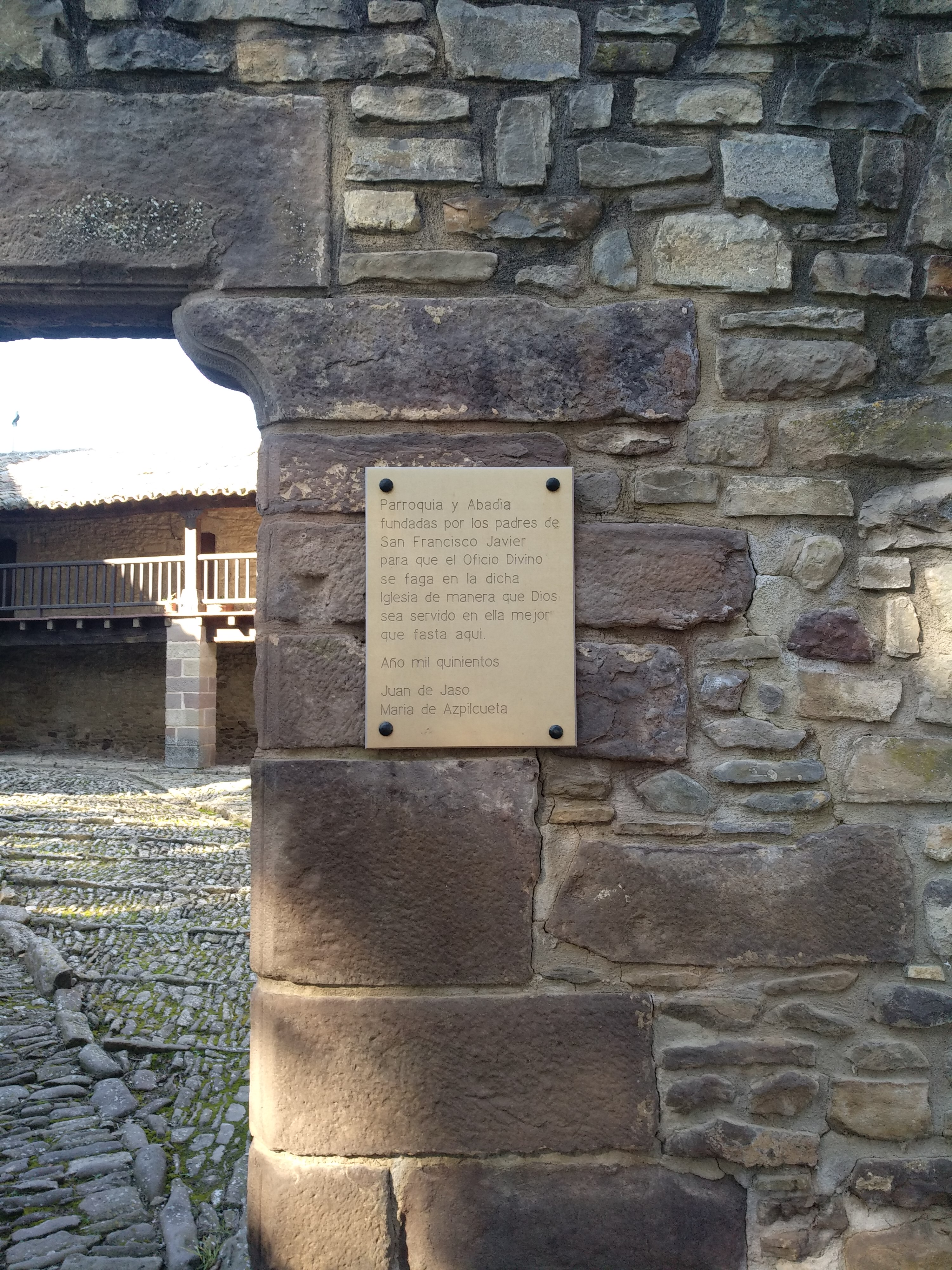
Placa commemorativa de la fundació de l'abadia
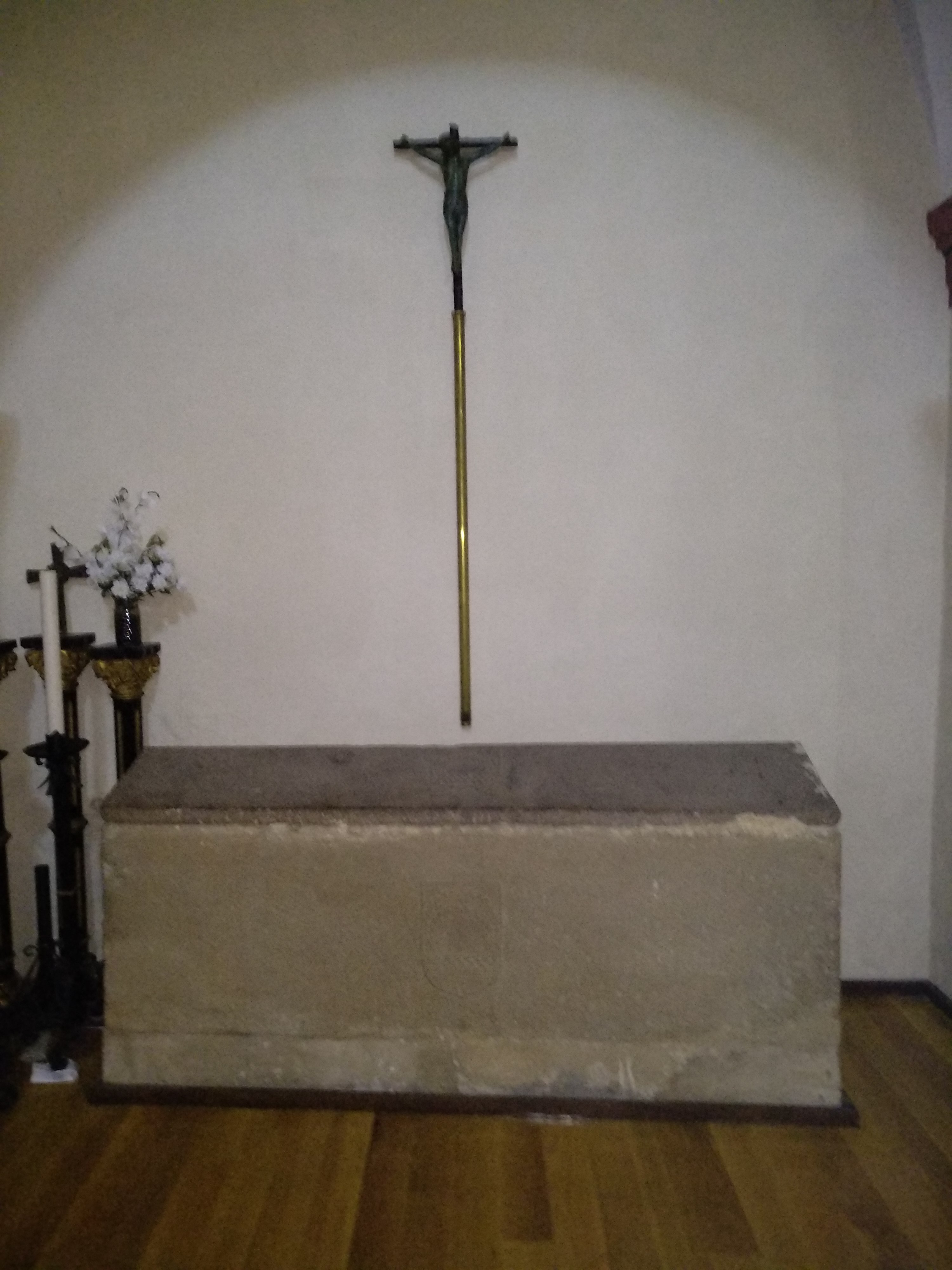
Sepulcre dels senyors de Xavier
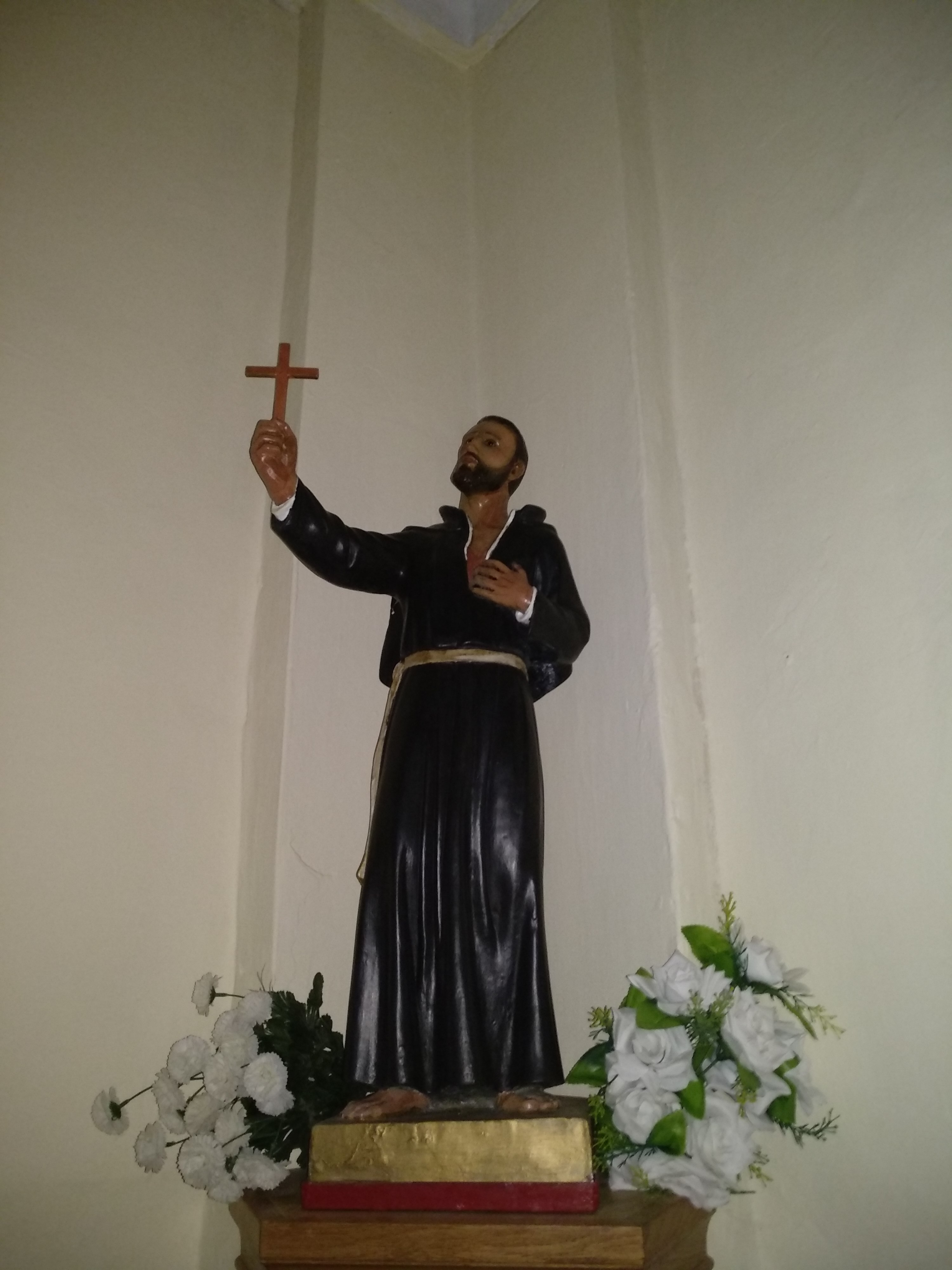
Imatge de Sant Francesc de Xavier
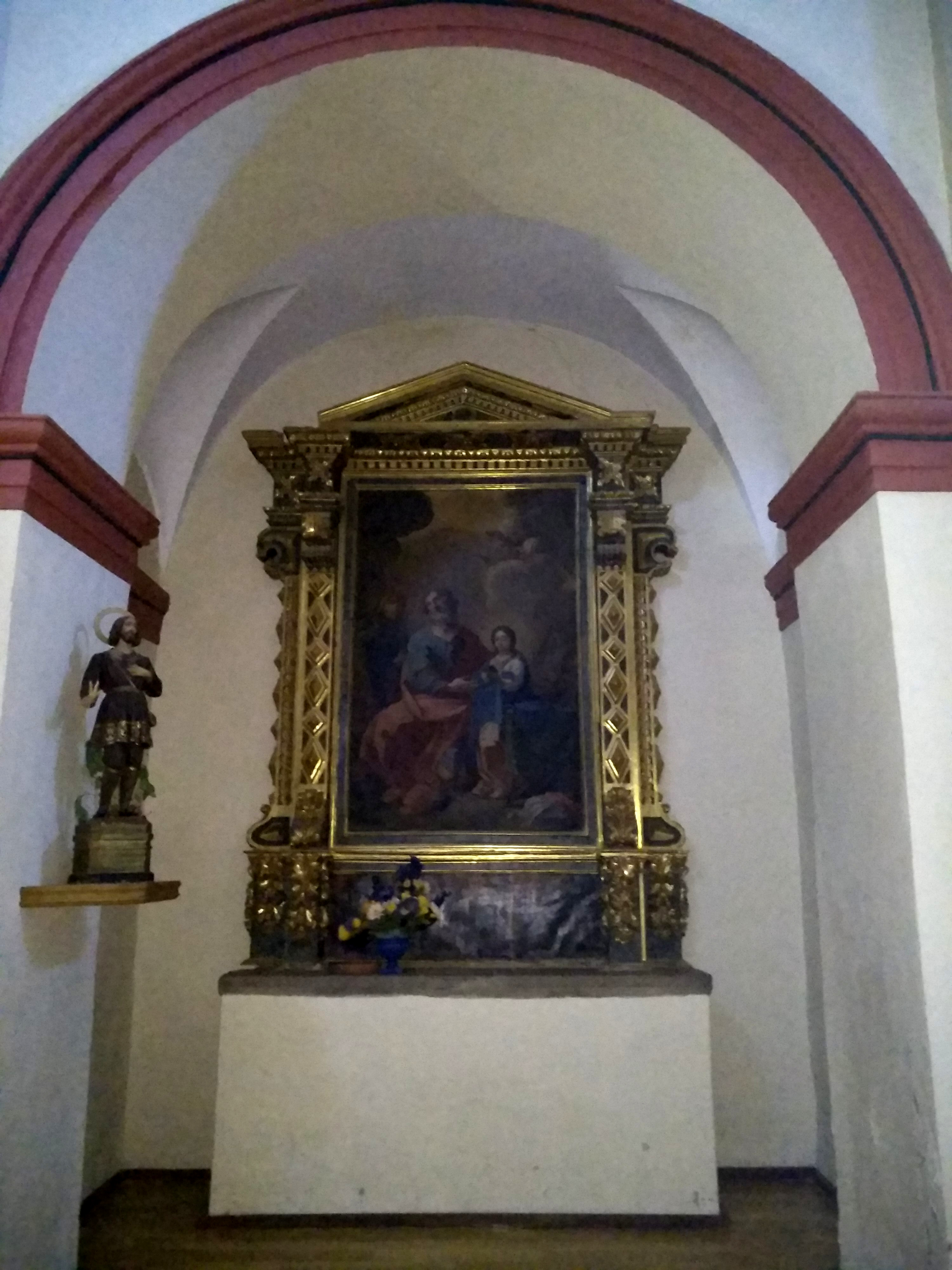
capella lateral
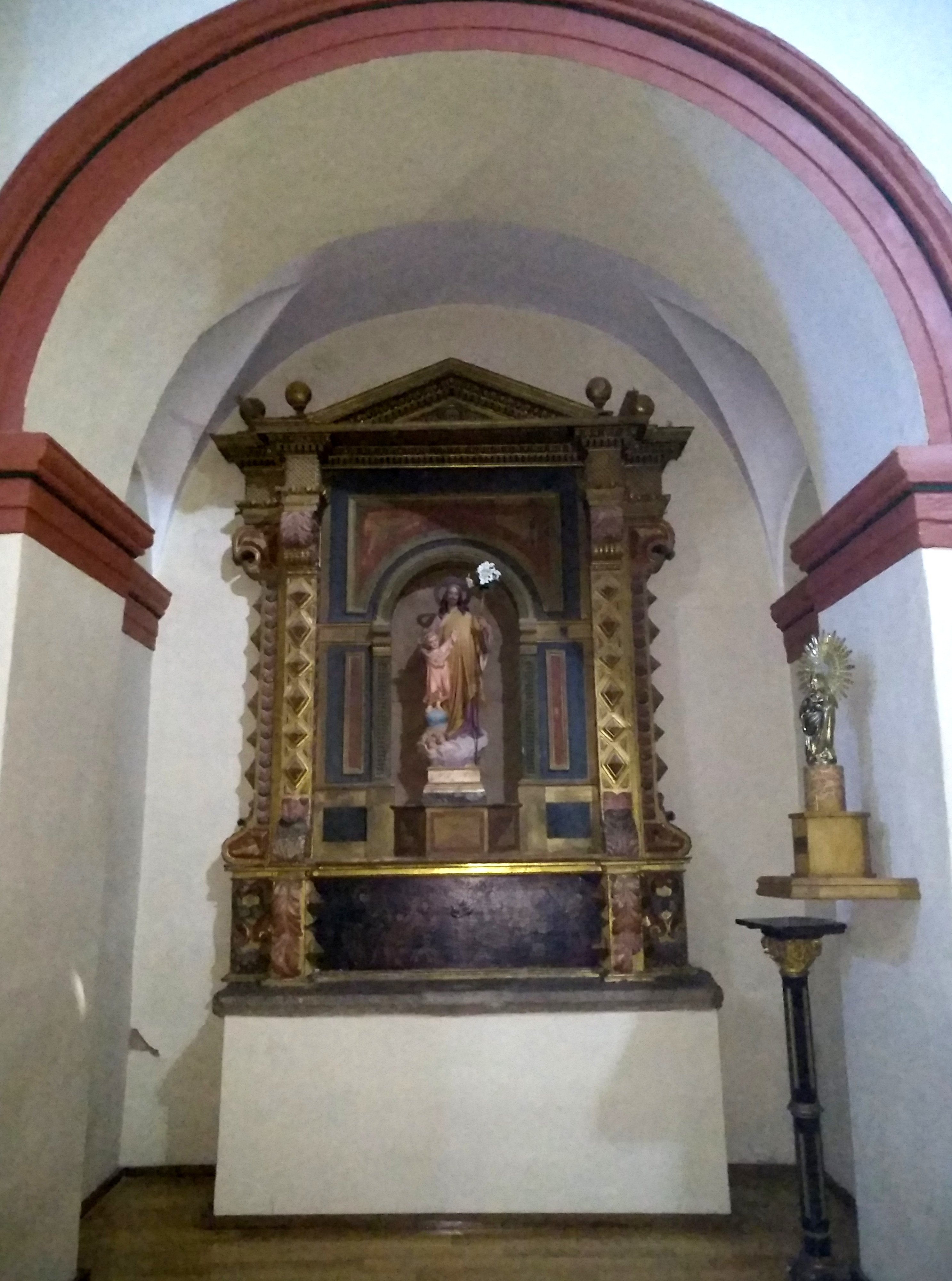
capella lateral
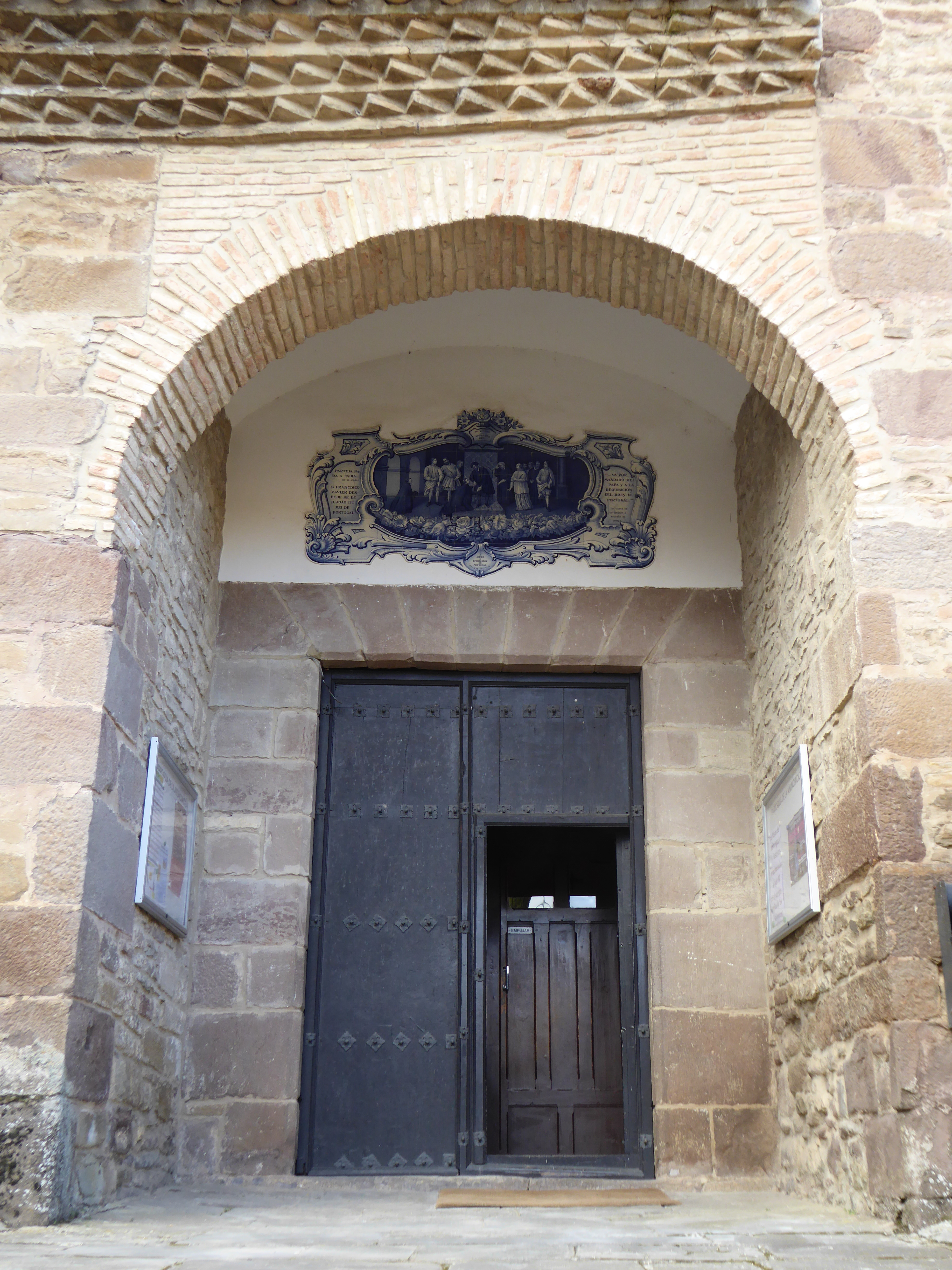
Accés al temple
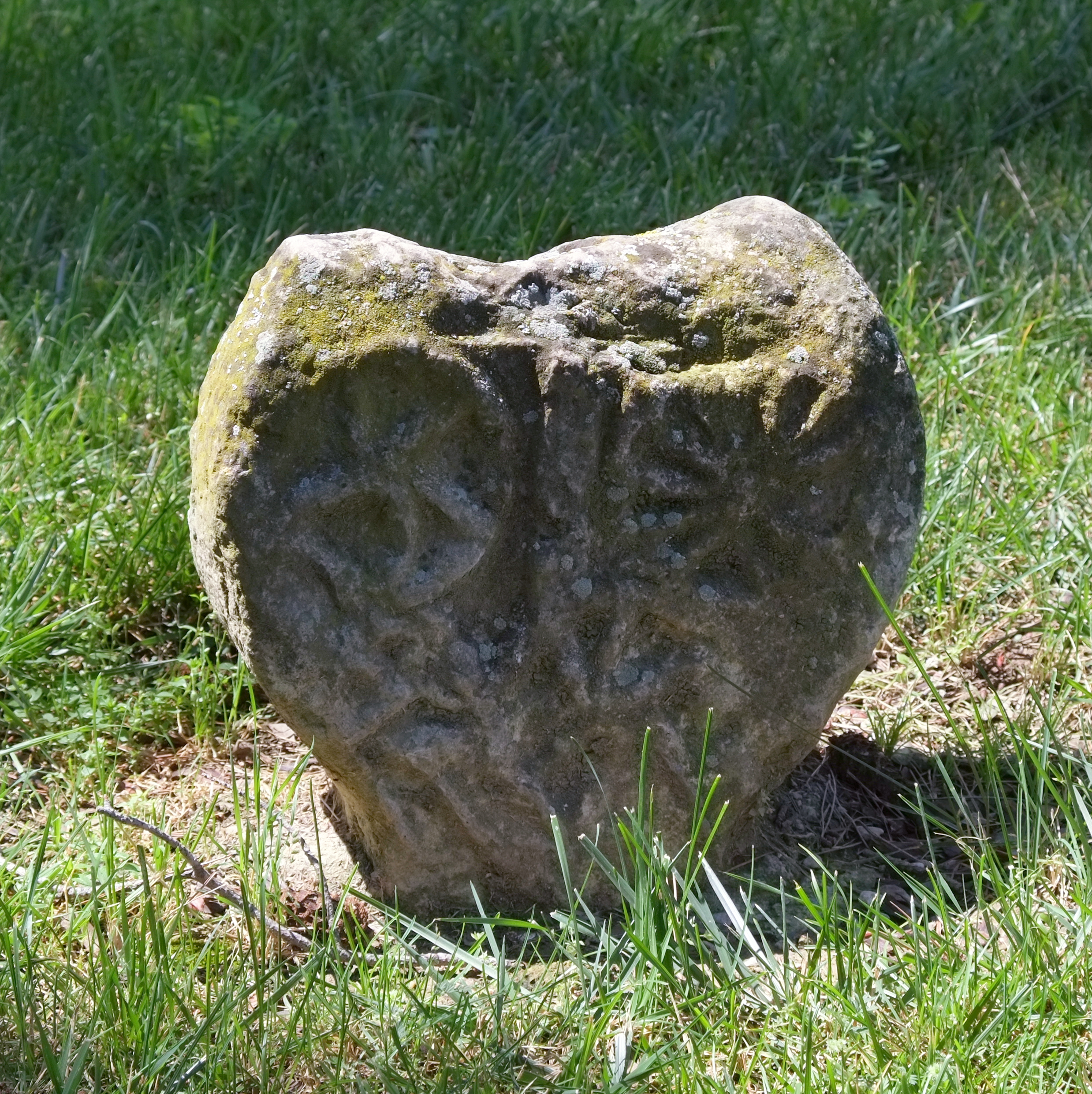
Estela discoidea a l'exterior de l'abadia